# Boxley
Boxley är en ort och civil parish i grevskapet Kent i sydöstra England. Orten ligger i distriktet Maidstone, cirka 3 kilometer nordost om Maidstone. Civil parishen hade 9 584 invånare vid folkräkningen år 2021.
Förutom orten Boxley inkluderar även civil parishen några ostliga förorter till Maidstone samt de sydligaste delarna av en förort till Chatham.